# Lucrezia giovane
Lucrezia giovane è un film del 1974 diretto da Luciano Ercoli, con lo pseudonimo di André Colbert, ed interpretato da Simonetta Stefanelli, Massimo Foschi ed Ettore Manni.

## Trama
Nella Roma dell’inizio del XVI secolo, la famiglia Borgia domina lo scenario politico e religioso, guidata da Rodrigo Borgia, salito al soglio pontificio con il nome di Alessandro VI. Con la sua astuzia e la sua sete di potere, il Papa utilizza i propri figli come pedine per rafforzare le alleanze e consolidare la sua autorità. La figlia Lucrezia, giovane e affascinante, diventa il fulcro di intrighi, matrimoni combinati e manovre politiche che intrecciano costantemente il potere temporale e quello spirituale. Per interessamento del cardinale Sisto, il matrimonio tra Lucrezia e Giovanni Sforza, nipote di Ludovico il Moro, viene annullato con l’accusa di impotenza, una menzogna utile per legare i Borgia a nuovi e più potenti alleati. Mentre il Papa manovra sul piano politico, le tensioni interne alla famiglia crescono. Juan Borgia, duca di Gandia, intreccia una relazione con la sorella ma il fratello Cesare, spinto da gelosia e desiderio, pone fine alla vita del duca. Per distogliere l’attenzione dal fratricidio e riaffermare la propria immagine di condottiero fedele agli interessi papali, Cesare parte subito per una campagna militare in Romagna, scegliendo come bersaglio Caterina Sforza, signora di Forlì e Imola, celebre per la sua resistenza alle mire dei Borgia. La guerra diventa così il mezzo per mascherare il delitto e rafforzare al tempo stesso l’autorità della famiglia. Durante l’assenza di Cesare, Lucrezia viene promessa in matrimonio ad Alfonso d’Aragona, scelta funzionale ai piani del padre. Tuttavia, la giovane si innamora di Pierotto , luogotenente ed amico di Cesare, e da lui rimane incinta. Al ritorno vittorioso dalla guerra, Cesare scopre la tresca e, accecato dall’ira, si abbandona a nuove violenze, uccidendo sia l’amico fraterno sia il marito della sorella. Circondata da una rete di passioni proibite e di giochi di potere che la trascinano sempre più in profondità, Lucrezia finisce per accettare Cesare come amante e con lui anche un destino che intreccia amore, sangue e obbedienza. Ma i conflitti interni rischiano di compromettere la stabilità della famiglia, costringendo infine Papa Alessandro VI a trovare una soluzione che riporti l’ordine e preservi l’autorità dei Borgia.